# Poșta (okręg Ilfov)
Poșta – wieś w Rumunii, w okręgu Ilfov, w gminie Cernica. W 2011 roku liczyła 599 mieszkańców.